# AnkhHermes
Uitgeverij AnkhHermes is de grootste non-fictie uitgeverij in Nederland op het gebied van spiritualiteit, bewustwording en zingeving, voorheen gevestigd te Deventer. In 1923 werd de uitgeverij gesticht onder de naam Uitgeverij Nico Kluwer, ook wel afgekort tot Uitgeverij N. Kluwer, als onderdeel van uitgeverij Kluwer. Vanaf 1972 werd zij onafhankelijk onder het bewind van een van de telgen van de Kluwer-familie, eigenaar Paul Kluwer, en kreeg zij de naam Uitgeverij Ankh-Hermes. In 2008 werd het Deventer bedrijf, toen nog steeds eigendom van de familie Kluwer, overgenomen door uitgeefconcern NDC/VBK. In januari 2011 ging Ankh-Hermes op in het cluster Zingeving & Religie van VBK|media, gevestigd te Utrecht. Enkele maanden later verhuisde AnkhHermes (zonder streepje en met een nieuw logo) naar een modern kantoorpand in Utrecht.
De oorspronkelijke naam Ankh-Hermes is afgeleid van de Egyptische ankh, een hiërogliefenteken, en van Hermes Trismegistus. De ankh, ook wel het levenskruis genoemd, vertegenwoordigt in de Egyptische mythologie het leven. De ankh vormt onderdeel van het logo van de uitgeverij. De slangen van de staf van Hermes (caduceus) zijn in het nieuwe logo komen te vervallen.
AnkhHermes is het uitgeefhuis van onder anderen Johannes Assuerus Blok, Hannah Cuppen, Willem Glaudemans, Louise Hay, Lynne McTaggart, Thomas Moore, Hans Stolp, Eckhart Tolle, Alan Watts en Marianne Williamson. AnkhHernes was oorspronkelijk gespecialiseerd in uitgave van Oosterse spiritualiteit en esoterische werken en werd destijds zelfstandig met de uitgave van Waren de goden kosmonauten van Erich von Däniken.
De eerste titels die onder de naam Uitgeverij AnkhHermes werden uitgegeven waren Nieuwe sporen naar het verleden. Kenden Columbus, Magalhães en Piri Reis de kaarten van Glareanus? door M.H.J.Th. van der Veer en P. Moerman (1972), en de vele herdrukken van de uit het fonds van Kluwer en Veen overgenomen Nederlandse vertaling van Waren de goden kosmonauten? Herinneringen aan de toekomst van Erich von Däniken (oorspronkelijke uitgave in 1968).
Tot de voorkeursgebieden van de uitgeverij behoren verder milieuziektes en milieuaandoeningen, en persoonlijke verhalen over zelfhelende vermogens. In de AnkhHermes-bibliotheek zijn Een Cursus in Wonderen en de I Tjing te vinden, maar ook boeken over het gnosticisme, reiki, astrologie, kabbalistiek, padwerk en parapsychologie. De uitgeverij publiceerde onder meer werk van neognostisch historicus Jacob Slavenburg en de reïncarnatietherapeut Henri de Vidal de St. Germain. AnkhHermes gaf in 1998 Het intuïtieve kind in het Aquariustijdperk door Berend Jager uit. De uitgeverij organiseert activiteiten zoals symposia, zoals in 2005 over het intuïtieve kind in het Aquariustijdperk. 